# 馬霍加尼海崖
63°53′S 57°14′W / 63.883°S 57.233°W
馬霍加尼海崖（英語：Mahogany Bluff），是南極洲的海崖，位於詹姆斯羅斯島群的維加島，處於戈登角西南面9公里，是帕斯托里索灣的東部，現時由南極條約體系管理。